# Iakoba Italeli
Iakoba Taeia Italeli (...) è un politico tuvaluano, governatore generale dal 2010 al 2019.